# Machado (Minas Gerais)
Machado es un municipio brasileño del estado de Minas Gerais. Posee una población estimada en 39.509 habitantes (2009). 
La principal actividad económica es el cultivo del café. 

## Catolicismo
El municipio pertenece a la Diócesis de Guaxupé. 